# 국토연구원
재단법인 국토연구원(國土硏究院, Korea Research Institute for Human Settlements, KRIHS)은 국토자원의 효율적인 이용및 개발과 보전에 관하여 연구개발을 위해 1978년 10월 4일 건설부의 연구기관으로 설립되었으며, 2020년 기준 국무총리(국무조정실) 산하 경제인문사회연구회 소관 기관이다. 세종특별자치시 국책연구원로 5에 위치해 있다.

## 주요 업무
- 국토종합장기계획 및 지역계획 수립연구
- 국토의 이용·보전 및 자원관리에 관한 연구
- 토지, 주택, 도시 및 건설산업 등 국토관련분야 정책연구
- 사회간접자본에 대한 종합연구
- 국토공간정보의 체계적인 관리와 공급
- 지방자치단체, 국내외 연구기관, 국제기구와 공동연구 및 연구협력사업
- 정부 국내외 공공기관 및 민간단체 등으로부터의 연구용역 수탁
- 국토전문가 네트워크 구축, 국내외 국토관련 전문가 교육 및 위탁연수
- 연구결과의 출판 및 배포
- 위와 관련된 부대사업 및 기타 연구원의 목적달성을 위해 필요한 사업

## 연혁
- 1978년 10월 4일 국토개발연구원 개원(충무로 극동빌딩)
- 1999년 1월 29일 "정부출연 연구기관등의 설립운영 및 육성에 관한 법률"에 의거 국토연구원으로 명칭 변경
- 1999년 4월 1일 "사회간접자본시설에대한민간투자법"에 의거 민간투자지원센터 설립
- 2006년 3월 17일 도시혁신지원센터 설립
- 2007년 6월 15일 부설 건축도시공간연구소 설립
- 2007년 7월 17일 도로정책연구센터 신설
- 2008년 2월 21일 건설산업정보센터 설립
- 2010년 12월 30일 글로벌개발협력센터(Global Development Partnership Center: GDP센터) 설립
- 2010년 12월 31일 아태지역개발기구(EAROPH) 사무국 개소
- 2012년 8월 8일 국토계획평가센터 설립
- 2017년 1월 16일 세종청사 이전

## 조직

### 국토연구원장
- 감사
  - 감사실

### 부원장
- 글로벌개발협력센터

국토계획·지역연구본부
- 국토·지역정책연구센터
- 국토계획평가센터
- 지역경제연구센터
- 산업입지연구센터
- 한반도·동북아연구센터

도시연구본부
- 도시정책연구센터
- 도시재생연구센터
- 도시방재·수자원연구센터
- 스마트·녹색도시연구센터

주택·토지연구본부
- 주택정책연구센터
- 부동산시장연구센터
- 토지정책연구센터
- 건설경제전략센터

국토인프라연구본부
- 인프라정책연구센터
- 도로정책연구센터
- 첨단인프라연구센터

공간정보사회연구본부
- 스마트공간연구센터
- 국토시뮬레이션센터

기획경영본부
- 경영지원센터
  - 인재개발팀
  - 예산경영팀
  - 지식정보팀
  - 대외협력팀
- 연구기획·평가팀

행정지원센터
- 총무관리팀
- 재무회계팀
- 청사관리팀

## 논란
2019년 8월 17일 세종특별자치시 소담동 국토연구원 당시 부원장 이모는 당시 자신의 집을 방문했다가 의식을 잃고 쓰러진 선임연구원 임모를 바로 병원에 후송하지 않고, 119에 신고하지 않고 4시간을 방치, 사망하게 하여 논란이 되었다. 임 연구원을 방치한 이유는 알려진 것이 없다. 사망한 임 연구원은 뇌출혈로 사망하였다.

## 같이 보기
- 국무조정실
- 경제인문사회연구회
- 대한민국 국토연구원장